# راجو تامانغ
راجو تامانغ (بالنيبالية: राजु तामाङ)‏ هو لاعب كرة قدم نيبالي في مركز الوسط، ولد في 27 أكتوبر 1985 في نيبال. شارك مع منتخب نيبال لكرة القدم. أما مع النوادي، فقد لعب مع Nepal Army Club ‏.

## وصلات خارجية
- راجو تامانغ على موقع قاعدة بيانات كرة القدم.إي يو (الإنجليزية)
- راجو تامانغ على موقع ناشيونال فوتبول تيمز (الإنجليزية)